# Crosslinking
Crosslinking – wymiana bannerów i linków tekstowych między stronami WWW, mająca na celu zwiększanie oglądalności tych stron; wzajemne promowanie się stron.
Obecnie za umieszczenie nienaturalnych linków można otrzymać filtr.
Jest również jedną ze strategii pozyskiwania linków (tzw. backlinków) do domeny, w celu zwiększenia jej autorytetu oraz ruchu na stronie. Link building jest jednym z najważniejszych czynników pozycjonujących stronę internetową.